# Палмер, Дэвид
Дэ́вид «Дэйв» Па́лмер (англ. David «Dave» Palmer; род. 2 ноября 1960, Марлборо, Массачусетс) — американский кёрлингист, участник сборной США по кёрлингу на колясках на зимних Паралимпийских играх 2014.
Играет на позиции третьего.

## Команды
| Сезон | Четвёртый         | Третий       | Второй        | Первый      | Запасной                         | Турниры            |
| ----- | ----------------- | ------------ | ------------- | ----------- | -------------------------------- | ------------------ |
| 2012  | Патрик Макдональд | Дэвид Палмер | Джеймс Джозеф | Пенни Грили | Timothy Kelly тренер: Стив Браун | ЧМК 2012 (5 место) |
| 2013  | Патрик Макдональд | Дэвид Палмер | Джеймс Джозеф | Пенни Грили | Меган Лино тренер: Стив Браун    | ЧМК 2013 (4 место) |
| 2014  | Патрик Макдональд | Дэвид Палмер | Джеймс Джозеф | Пенни Грили | Меган Лино тренер: Стив Браун    | ЗПИ 2014 (5 место) |

(скипы выделены полужирным шрифтом)